# Helsingborg
Helsingborg (/ˈhɛlsiŋˈbɔrj/ là một thành phố thuộc khu đô thị của Thụy Điển và là trụ sở của thị xã Helsingborg, vùng Skåne, (nam Thụy Điển) với 91.457 dân cư vào năm 2005. Dân cư thành phố Helsingborg tăng trưởng khoảng 1.700 người mỗi năm.
Helsingborg là thành phố trung tâm của khu vực tây bắc Skåne với khoảng 300.000 dân, một khu vực đô thị lớn thứ tư của Thụy Điển.
Helsingborg nằm ở điểm gần Đan Mạch nhất, cách thành phố Helsingør của Đan Mạch ở phía tây khoảng 4 km, bên kia eo biển Oresund.
Thành phố Helsingborg lịch sử, với nhiều ngôi nhà cổ, là một thành phố đẹp bên bờ biển. Các tòa nhà pha trộn giữa kiểu cổ xây bằng đá như các nhà thờ và pháo đài Kärnan thời trung cổ - một pháo đài bảo vệ được xây dựng từ trên 600 năm – và các tòa nhà buôn bán hiện đại, với các đại lộ rộng xen lẫn các đường phố hẹp. Đường Kullagatan, đường phố chính dành cho các người đi bộ với các cửa hàng buôn bán ở 2 bên, là đường phố dành cho người đi bộ mua sắm đầu tiên ở Thụy Điển.

## Lịch sử
Helsingborg là một trong các thành phố cổ nhất ở Bắc Âu. Ngay từ cuối thế kỷ thứ 10, đã có người cư ngụ ở khu vực cao nguyên của thành phố ngày nay. Ngày 21.5.1085 vua thánh Knud IV của Đan Mạch đã cấp giấy chứng nhận đặc quyền thương trấn cho Helsingborg (thời đó thuộc Đan Mạch). Vị trí địa lý của Helsingborg ở chỗ hẹp nhất của eo biển Oresund khiến cho thành phố trở thành nơi quan trọng cho Đan Mạch thời xưa, để kiểm soát được cả hai bờ của eo biển Oresund. Từ năm 1429 Đan Mạch đã lập ra sắc thuế đánh trên thuyền bè đi qua eo biển Oresund vào biển Baltic (và ngược lại). Đan Mạch lập các pháo đài để kiểm soát eo biển này tại chỗ hẹp nhất (khoảng 4 km) là thành phố Helsingør (bờ phía tây) và thành phố Helsingborg (bờ phía đông, thời đó thuộc Đan Mạch). Đây là khoản thu nhập chính của vương triều Đan Mạch.
Tiếp theo cuộc chiến tranh Thụy Điển - Đan Mạch (1657 - 1658) rồi Hòa ước Roskilde, Đan Mạch phải nhượng lại toàn bộ lãnh thổ ở bên kia eo biển Oresund cho Thụy Điển (nay là vùng nam Thụy Điển) và Helsingborg trở thành một thành phố của Thụy Điển. Vua Karl X Gustav của Thụy Điển tới nhận vùng Skåne này ngày 5.3.1658 và gặp một phái đoàn do giám mục giáo phận Lund là Peder Winstrup dẫn đầu. Thời đó, thành phố Helsingborg chỉ có khoảng 1.000 cư dân. 
Trong cuộc chiến tranh vùng Skåne (1675-1679), quân Đan Mạch tái chiếm Helsingborg 2 lần, khiến cho vua Karl XI của Thụy Điển phá hết các pháo đài và phần lớn lâu đài của thành phố (pháo đài duy nhất còn lại là Kernen). Năm 1709 trong cuộc Đại chiến Bắc Âu thành phố cũng bị quân Đan Mạch dưới quyền chỉ huy của tướng Christian Ditlev Reventlow chiếm, nhưng viên tướng thống đốc vùng Skåne của Thụy Điển Magnus Stenbock đã đánh bại quân Đan Mạch trong trận Helsingborg ngày 28.2.1710. Đây là trận chiến cuối cùng giữa Thụ Điển và Đan Mạch ở vùng Skåne. Ngày nay có một tượng Magnus Stenbock cưỡi ngựa ở quảng trường Stortorget của thành phố.
Trong tình trạng mới, là một thành phố ở biên giới, thành phố đã gặp nhiều khó khăn. Phải mất nhiều thời gian dài, thành phố mới hồi phục. Năm 1770 thành phố có 1.321 cư dân và phát triển chậm. 
Ngày 20.10.1810 Jean-Baptiste Bernadotte, thống chế Pháp và là hoàng thái tử nối ngôi của Thụy Điển (sau này là vua Karl XIV John) đặt chân lên đất Thụy Điển lần đầu tại đây sau chuyến đi từParis để tới Stockholm. 
Tuy nhiên, từ giữa thế kỷ 19 trở đi, Helsingborg là một trong số các thành phố phát triển vững chắc nhất của Thụy Điển. Dân số năm 1850 là 4.000, đã tăng lên 20.000 năm 1890 và 56.000 năm 1930 do việc kỹ nghệ hóa. Từ năm 1892, có tuyến tàu phà chở xe lửa nối Helsingborg với thành phố Helsingør của Đan Mạch. Một mạng đường xe điện trong thành phố được khai trương năm 1903 và ngưng hoạt động năm 1967.

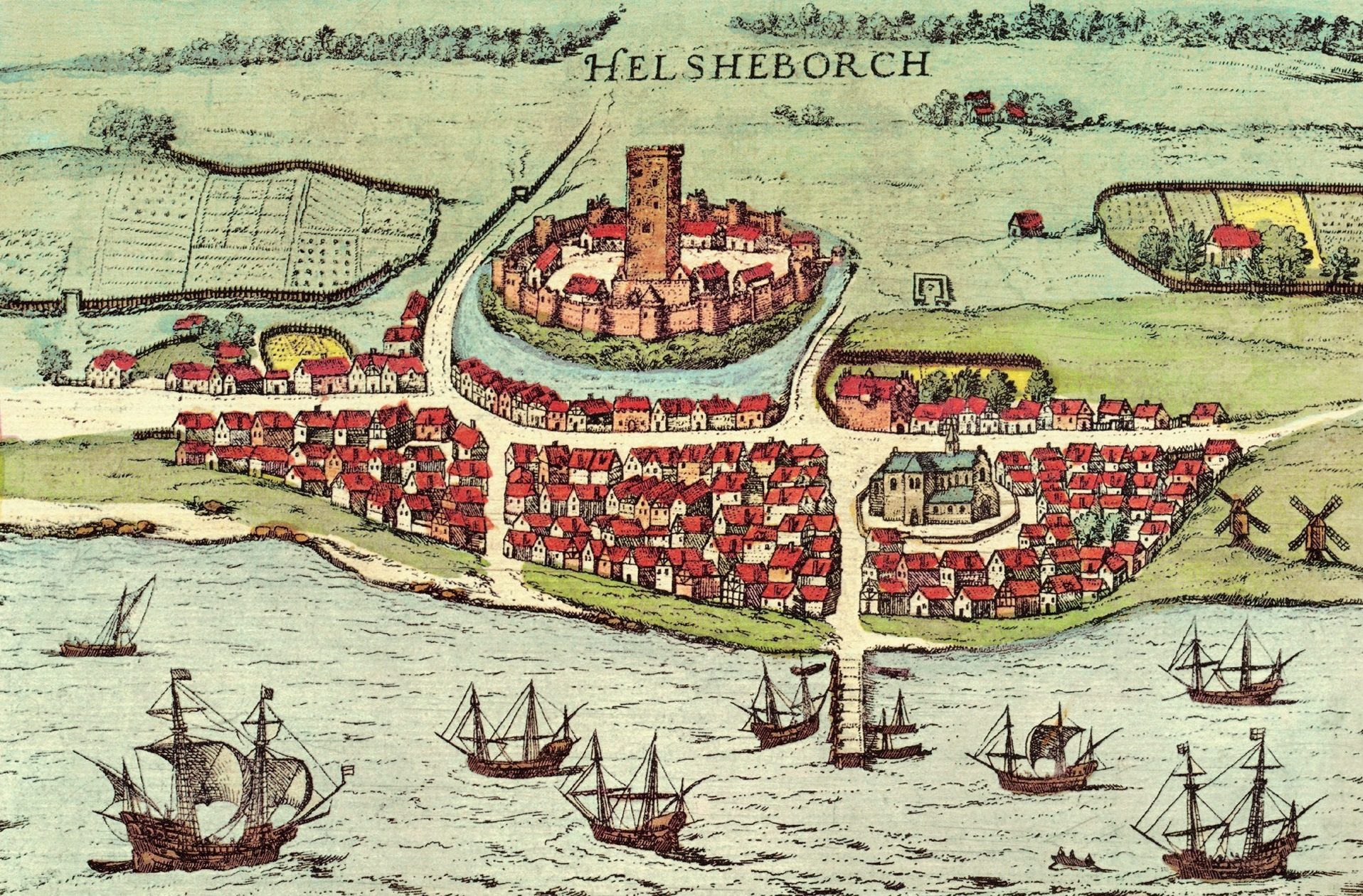
Toàn cảnh Helsingborg do Georg Braun và Franz Hogenberg vẽ trong sách Civitates Orbis Terrarum (1500-tallet).

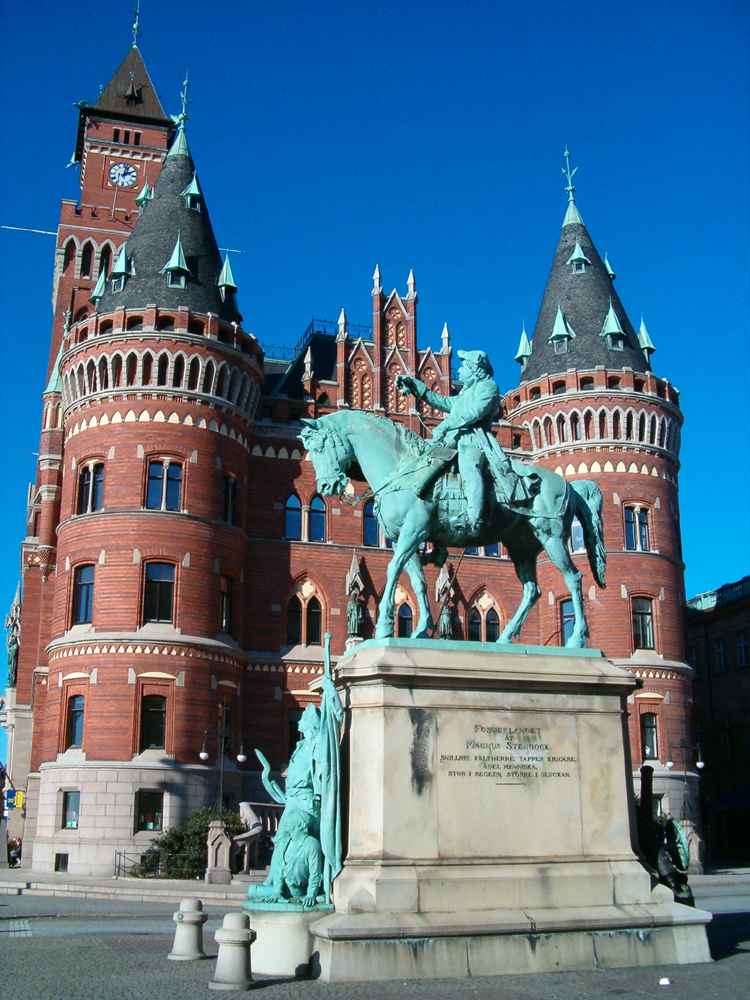
Tượng Magnus Stenbock ở quảng trường Stortorget, đàng sau là tòa thị chính của thành phố.

## Công nghiệp
Helsingborg là trung tâm giao thông và thương mại chính của khu vực. Hãng IKEA - một hãng quốc tế chuyên bán đồ nội thất – có trụ sở chính tại Helsingborg, cũng như hãng sản xuất kẹo cao su Nicorette và hãng sản xuất nước suối Ramlösa.
Hiện nay có 3 công ty tàu phà phục vụ việc chuyên chở giữa Helsingborg và Helsingør (Đan Mạch). Năm 2001 đã mở Campus Helsingborg, một chi nhánh của trường Đại học Lund, ở các tòa nhà của nhà máy cao su Tretorn cũ do Henry Dunker thành lập.

## Thể thao
Helsingborg có câu lạc bộ bóng đá Helsingborgs IF, chơi ở hạng ưu tú của Thụy Điển. Sân nhà của đội là sân vận động Olympia. Henrik Larsson từng là cầu thủ nổi tiếng nhất của câu lạc bộ.

## Các cư dân nổi tiếng
- Fabian Brunnstrom, cầu thủ NHL
- Hans Alfredson, diễn viên kịch
- Countess Marianne Bernadotte af Wisborg, cựu người mẫu thời trang và diễn viên, quả phụ của hoàng thân Sigvard Bernadotte, quận công Uppland
- Christian Maesel, cầu thủ bóng đá
- Dieterich Buxtehude, nhạc sĩ sáng tác
- Pontus Farnerud, cầu thủ bóng đá
- Karl Ragnar Gierow, văn sĩ và hội viên Hàn lâm viện Thụy Điển
- Gustaf Håkansson, vận động viên xe đạp
- Karl Kruszelnicki, Dr Karl
- Henrik Larsson, cầu thủ bóng đá
- Andreas Lilja, cầu thủ chơi hockey trên băng
- Mats Magnusson, cầu thủ bóng đá
- Tina Nordström, sếp TV
- Peps Persson, nhạc sĩ
- Ruben Rausing, người sáng lập Tetra Pak
- Kalle Svensson, cầu thủ bóng đá
- Östen Warnerbring, nhạc sĩ
- Johan Wissman, lực sĩ
- Roland Nilsson, cầu thủ bóng đá
- Darkane, ban nhạc Metal
- Soilwork, ban nhạc Metal
- The Sounds, ban nhạc Rock
- Velvet, ca sĩ

Mikael Lundberg- vận động viên chơi Golf chuyên nghiệp 

### Thời điểm lịch sử quan trọng
- 21.5.1085 = thành phố chính thức khai sinh.
- 17.7.1310 = Hòa ước Helsingborg được ký kết giữa Thụy Điển, Na Uy và Đan Mạch. Birger Magnusson lại làm vua Thụy Điển.
- 26.2.1658 = Hòa ước Roskilde, Helsingborg thuộc Thụy Điển.
- 17.6.1707 = lập hãng sản xuất nước suối Ramlösa brunn.
- 28.2.1710 = thống đốc Magnus Stenbock chiến thắng quân Đan Mạch bên ngoài thành phố Helsingborg.
- 20.10.1810 = Jean Baptiste Bernadotte, sau trở thành vua Karl XIV Johan, từ Paris sang, đặt chân lên Helsingborg.
- 10.3.1892 = Khai trương tàu phà, nối giao thông giữa Helsingborg và thành phố Helsingør (Đan Mạch).
- 10.6.1955 = Khai trương triển lãm kiến trúc Helsingborg H55.
- 15.9.1973 = vua Gustaf VI Adolf từ trần tại Helsingborg.
- 10.6.1999 = Khai trương triển lãm Helsingborg H99.
- 27.4.2002 = Khai trương nhà văn hóa Dunkers kulturhus ở Sundstorget gần Norra hamnen

### Các quận
Thành phố Helsingborg chia thành 32 quận.
| Các quận của Helsingborg (Điều tra dân số và xếp loại từ 9.1.2006) | Các quận của Helsingborg (Điều tra dân số và xếp loại từ 9.1.2006) | Các quận của Helsingborg (Điều tra dân số và xếp loại từ 9.1.2006) | Các quận của Helsingborg (Điều tra dân số và xếp loại từ 9.1.2006) | Các quận của Helsingborg (Điều tra dân số và xếp loại từ 9.1.2006) | Các quận của Helsingborg (Điều tra dân số và xếp loại từ 9.1.2006) | Các quận của Helsingborg (Điều tra dân số và xếp loại từ 9.1.2006) |
| ------------------------------------------------------------------ | ------------------------------------------------------------------ | ------------------------------------------------------------------ | ------------------------------------------------------------------ | ------------------------------------------------------------------ | ------------------------------------------------------------------ | ------------------------------------------------------------------ |
| 1                                                                  | Norr (3600)                                                        | 12                                                                 | Centrum (3347)                                                     | 22                                                                 | Närlunda (1125)                                                    | Map of the districts of Helsingborg                                |
| 2                                                                  | Mariastaden (2302)                                                 | 13                                                                 | Eneborg (3816)                                                     | 23                                                                 | Eskilsminne (1835)                                                 | Map of the districts of Helsingborg                                |
| 3                                                                  | Ringstorp (2802)                                                   | 14                                                                 | Wilson Park (1988)                                                 | 24                                                                 | Gustavslund (2772)                                                 | Map of the districts of Helsingborg                                |
| 4                                                                  | Berga (1720)                                                       | 15                                                                 | Rosengården (4388)                                                 | 25                                                                 | Planteringen (2663)                                                | Map of the districts of Helsingborg                                |
| 5                                                                  | Drottninghög (2708)                                                | 16                                                                 | Husensjö (1564)                                                    | 26                                                                 | Elineberg (2115)                                                   | Map of the districts of Helsingborg                                |
| 6                                                                  | Dalhem (4530)                                                      | 17                                                                 | Sofieberg (1606)                                                   | 27                                                                 | Ramlösa (4593)                                                     | Map of the districts of Helsingborg                                |
| 7*                                                                 | Tågaborg (7113)                                                    | 18                                                                 | Adolfsberg (4319)                                                  | 28                                                                 | Miatorp (2406)                                                     | Map of the districts of Helsingborg                                |
| 8                                                                  | Stattena (2549)                                                    | 19                                                                 | Söder (3665)                                                       | 29                                                                 | Högasten (1034)                                                    | Map of the districts of Helsingborg                                |
| 9                                                                  | Fredriksdal (4202)                                                 | 20                                                                 | Högaborg (4017)                                                    | 30                                                                 | Ättekulla (3274)                                                   | Map of the districts of Helsingborg                                |
| 10                                                                 | Slottshöjden (3621)                                                | 21                                                                 | Fältabacken (930)                                                  | 31                                                                 | Råå (3021)                                                         | Map of the districts of Helsingborg                                |
| 11                                                                 | Olympia (1843)                                                     |                                                                    |                                                                    |                                                                    |                                                                    | Map of the districts of Helsingborg                                |

## Các thắng cảnh

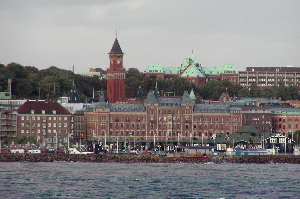
Helsingborg waterfront
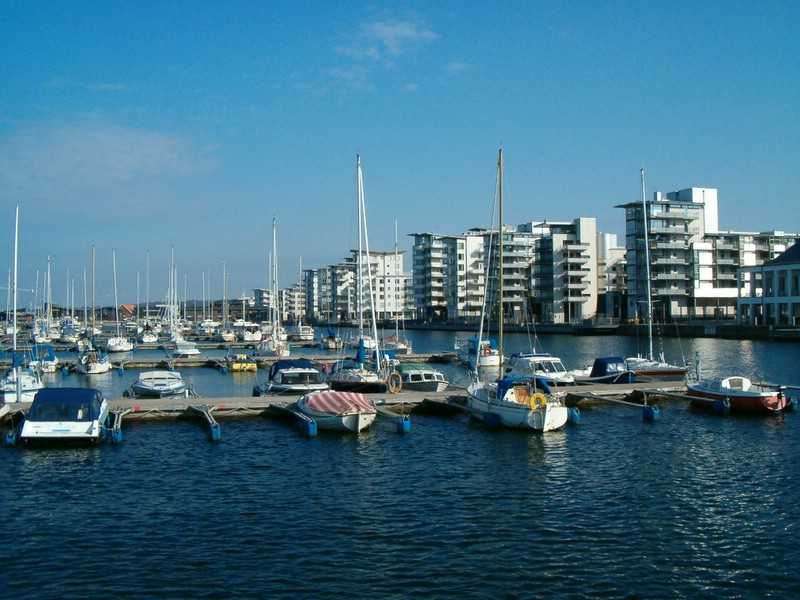
The northern harbour for yachts in Helsingborg
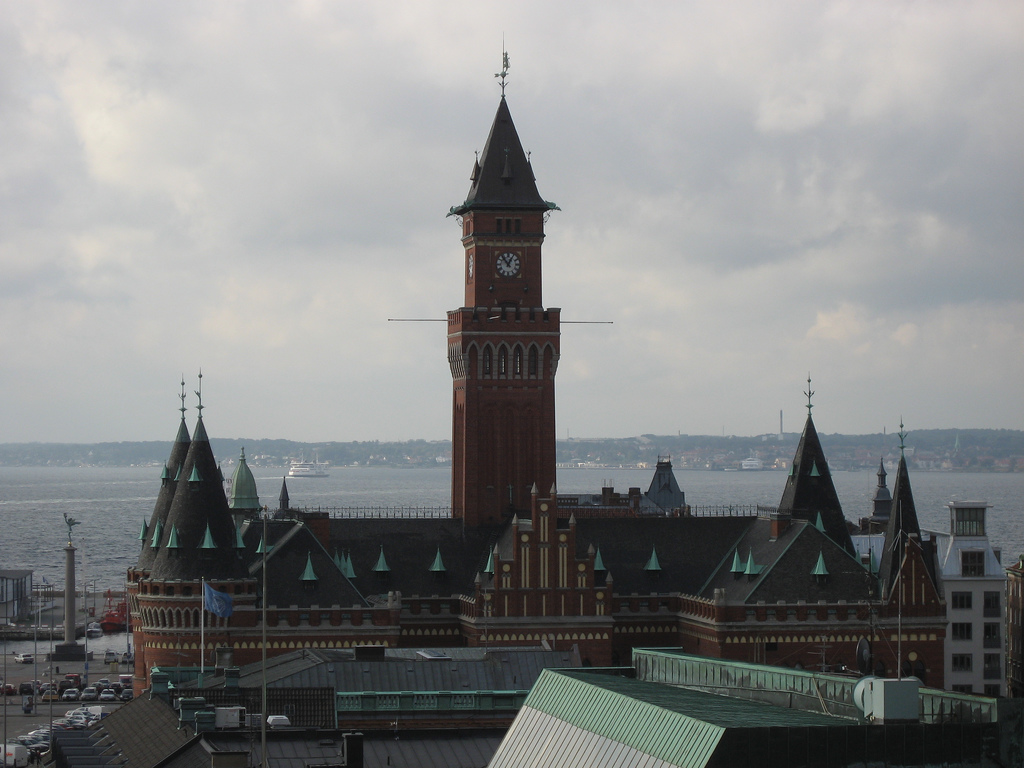
The Helsingborg city hall
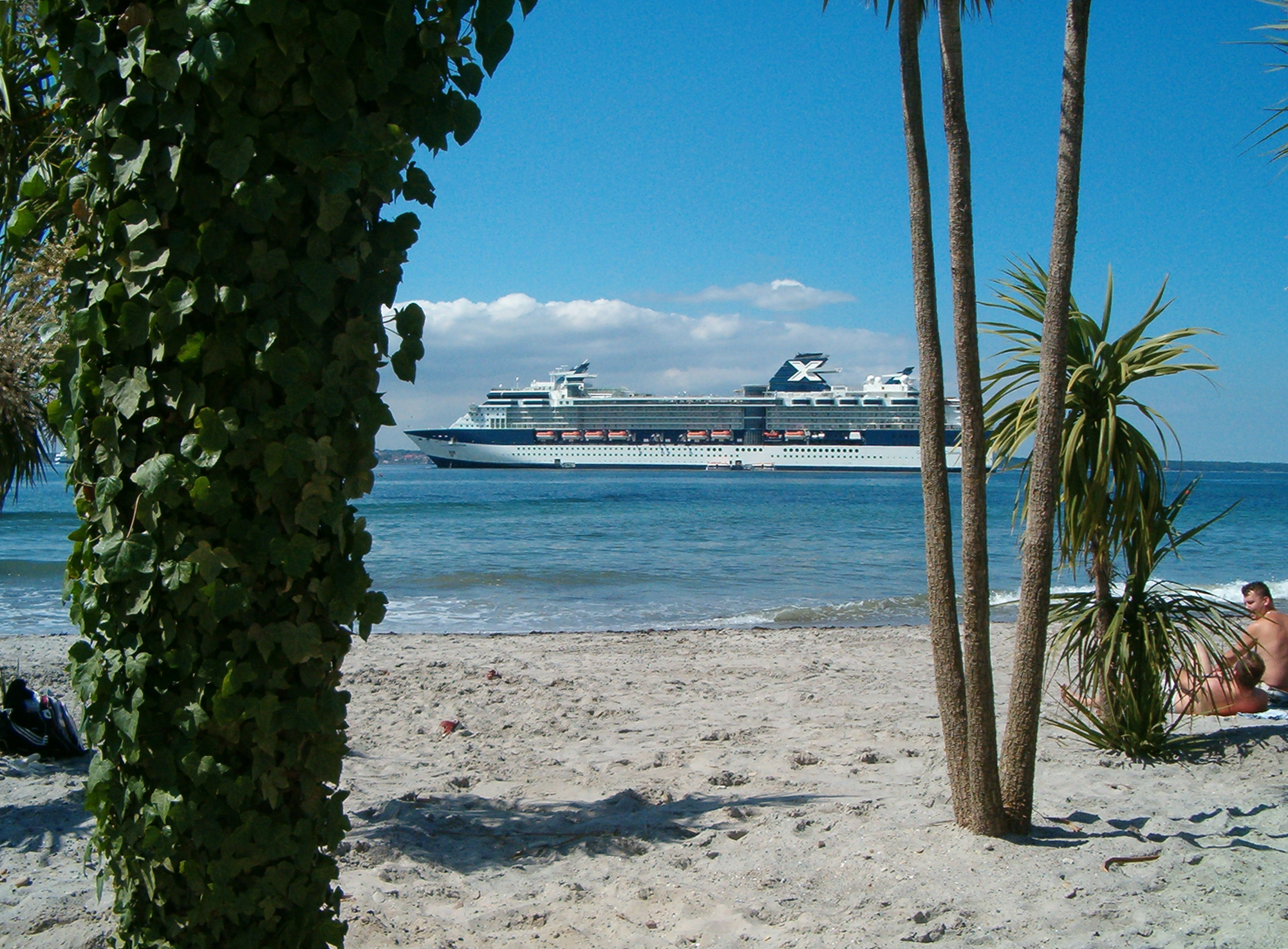
Seasonally planted palm trees at "Tropical Beach".
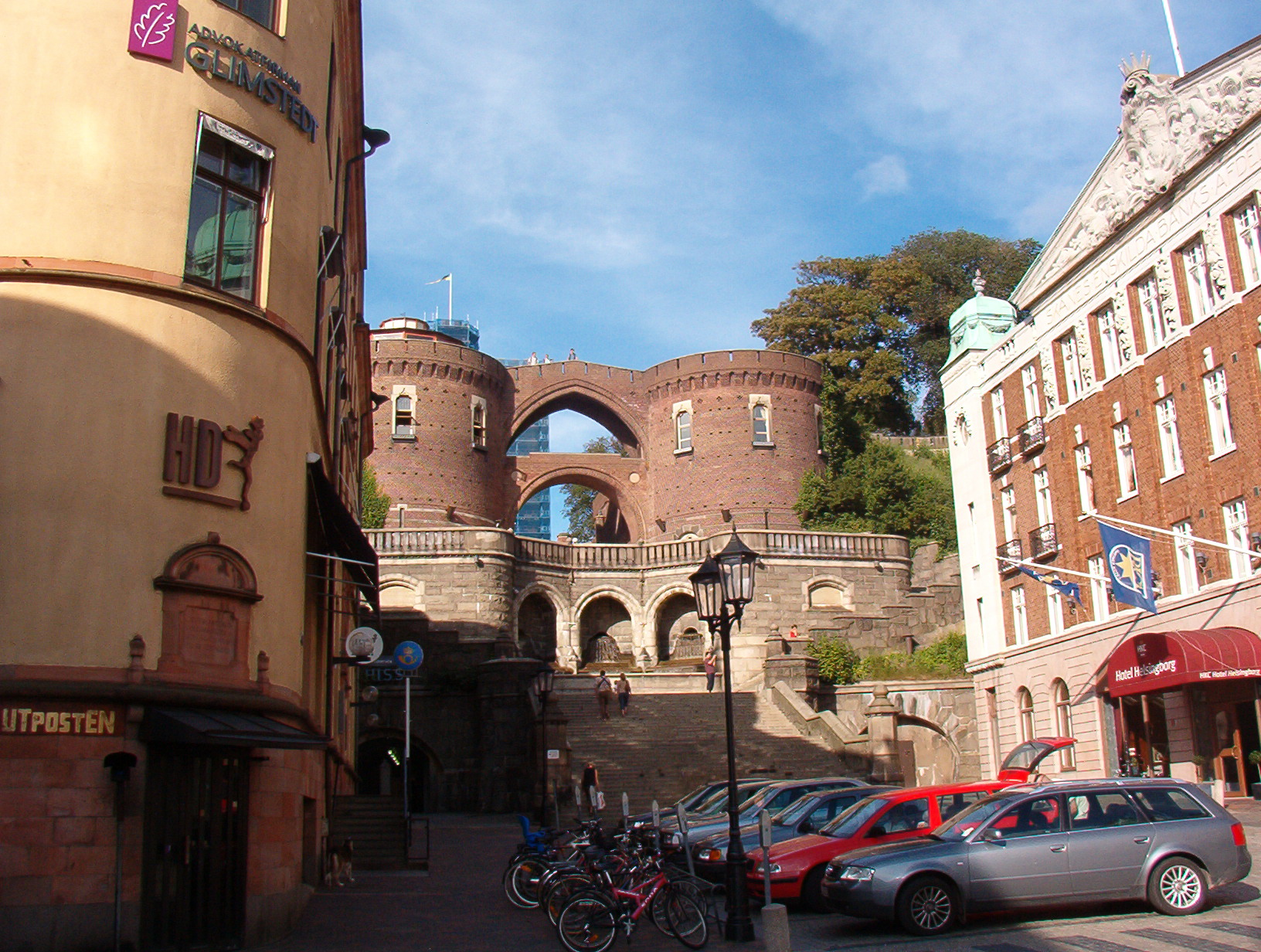
Steps leading to Kärnan, central Helsingborg, close by the water front.
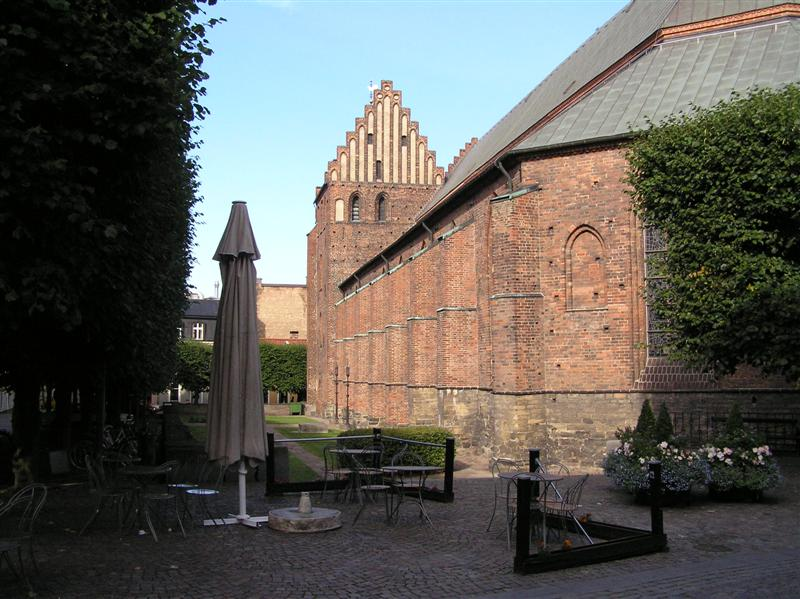
The Church of Saint Mary, central Helsingborg
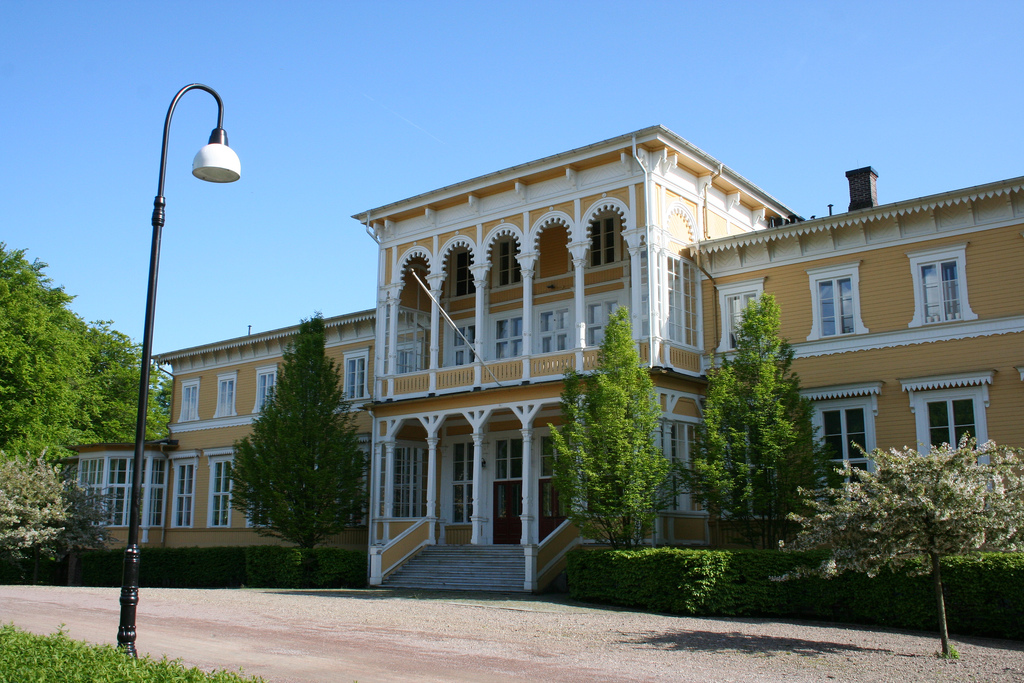
Brunnsparkshotellet, Ramlösa
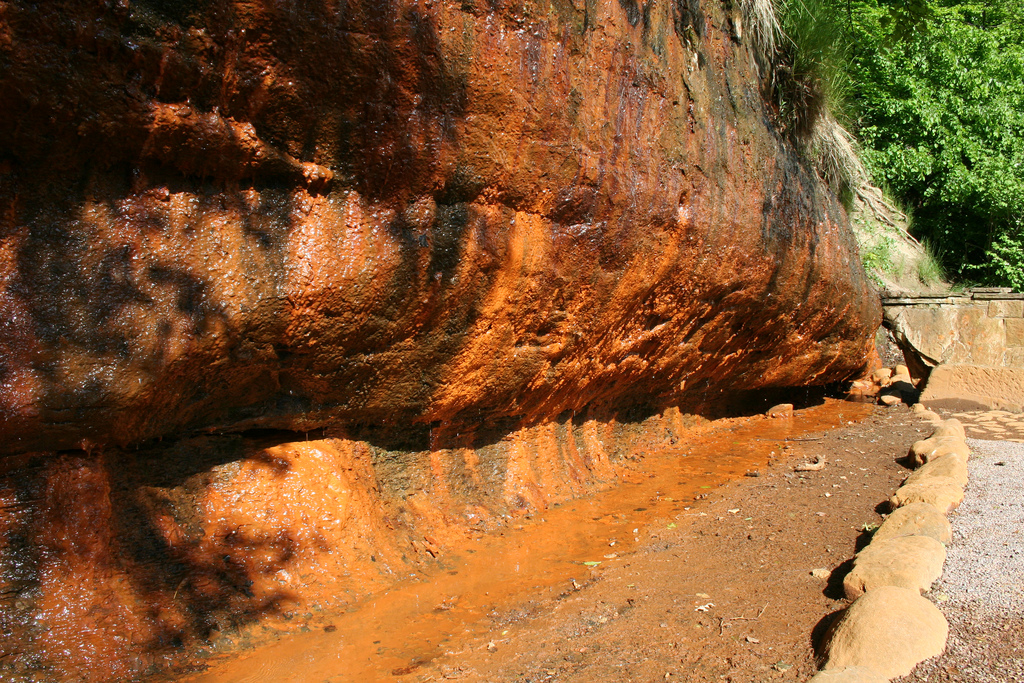
Ramlösa mineral water, old spring from 1707
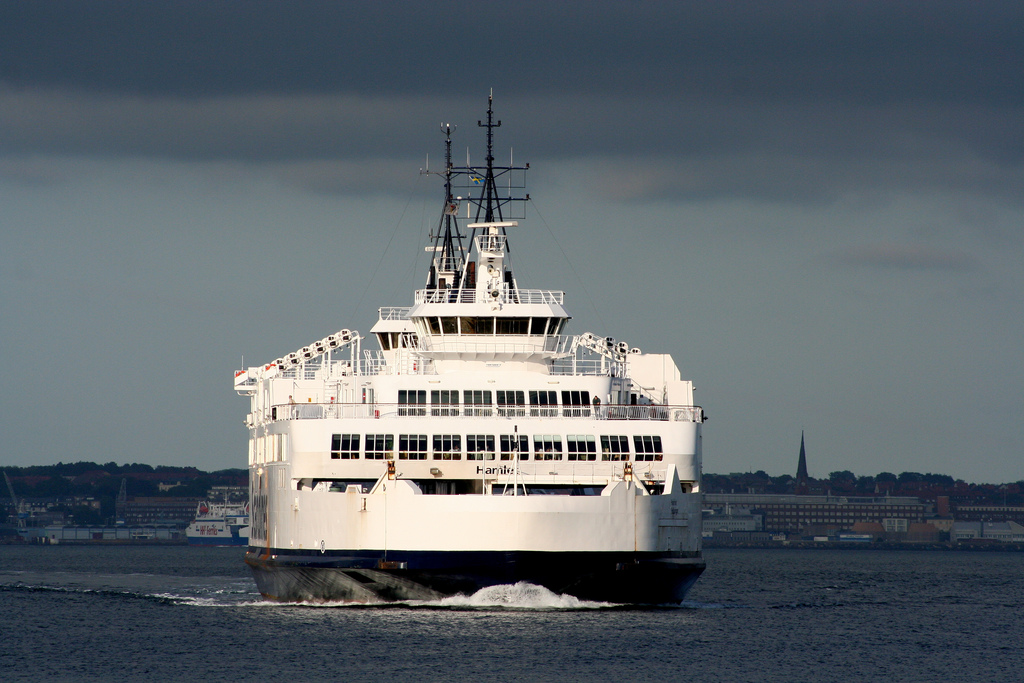
The ferry Hamlet on the Öresund between Helsingborg and Helsingør